# Lucha baltu
La lucha baltu es una forma de lucha tradicional que se practica en Asturias y León, parecida a la lucha leonesa. El nombre de esta lucha proviene de la palabra en asturleonés Baltar o Baltiar que significa derribar. En algunas comarcas leonesas conserva el nombre de aluche o también baltu. En Asturias comenzó su recuperación a finales del siglo XX, mientras que en León siempre se conservó, con multitud de campeonatos. 

## Historia
Seguramente de origen Astur en ambas provincias, ya Estrabón en su Geografía al hablar de los pueblos del norte de la península ibérica indicaba que practicaban un tipo de lucha sin armas, aunque la siguiente referencia la encontramos en las representaciones de luchadores de los capiteles románicos de los siglos XI y XII.

## Tradición cultural
Está arraigada al folklore asturiano, siendo practicada en los actos festivos populares, tales como romerías y comparsas y mascaradas de los “guirrios”.

## Modalidades
Existen 2 modalidades, la lucha cuerpo a cuerpo (la más común) y la lucha a petrina, dependiendo del tipo de agarre.
En la lucha cuerpo a cuerpo los luchadores se enlazan pasando el brazo derecho por encima del hombro izquierdo del rival y el brazo izquierdo por debajo de la axila derecha del rival, y uniendo las manos.
En la lucha a petrina, los luchadores cogen el cinturón del rival por el estómago con la mano izquierda, y pasando el brazo derecho sobre el hombro izquierdo del rival, agarran el cinturón de este por la espalda con la mano derecha.

## El combate
El combate consta de un asalto único, donde el luchador que derribe al contrario sin soltar el agarre inicial gana. Está permitido el uso de las piernas, pero está prohibido agarrar de la cabeza, así como los golpes, luxaciones, técnicas de dolor y abandono.Tampoco se puede insultar